# IMALSO
IMALSO, de Intercommunale Maatschappij voor de Linker Schelde Oever, was een Belgische intercommunale, opgericht op 9 maart 1929 om de ontwikkeling van Sint-Anneke (nu deel van Linkeroever) te bevorderen.
Dit gehucht was in 1923 losgemaakt van Zwijndrecht en bij Antwerpen gevoegd. De maatschappij had als taak het coördineren van de ontwikkeling van de regio alsook het tot stand brengen van een verbinding met de rechteroever van de Schelde, waar de stad Antwerpen gelegen is.

## Oprichting
De oprichtende partijen van deze intercommunale maatschappij waren onder andere:
- de steden Antwerpen en Sint-Niklaas
- diverse omliggende gemeenten, waaronder Zwijndrecht, Melsele en Beveren
- de provincies Antwerpen en Oost-Vlaanderen
- de Belgische Staat.

De aandelenverhouding (1000 stuks) was als volgt:
- Belgische Staat: 500 aandelen
- Stad Antwerpen: 160 aandelen
- Provincie Antwerpen: 160 aandelen
- Provincie Oost-Vlaanderen: 160 aandelen
- Stad Sint-Niklaas: 4 aandelen
- Gemeente Burcht: 4 aandelen
- Gemeente Zwijndrecht: 4 aandelen
- Gemeente Melsele: 4 aandelen
- Gemeente Beveren: 4 aandelen

In artikel 4 van de oprichtingsakte werd bepaald dat de maatschappij zou bestaan voor een termijn van 70 jaar.
De hoofdzetel bevond zich in de Thonetlaan 102, 2050 Linkeroever.

## Scheldeverbindingen
Na lange debatten over de keuze tussen brug en tunnel werd besloten tot de aanleg van twee tunnels: de Waaslandtunnel voor voertuigen en de Sint-Annatunnel voor voetgangers. Beide werden ontworpen door architect Emiel Van Averbeke en zijn in 1933 officieel geopend. Na de opening stond IMALSO in voor het beheer van de tunnels en ook voor het innen van tol bij de Waaslandtunnel, tot 31 juli 1958.

### Waaslandtunnel
Dit was de eerste autotunnel tussen linker- en rechteroever, oorspronkelijk alleen voor lokaal verkeer, maar later via de E34 verbonden aan het snelwegennet. Tegenwoordig (anno 2024) opnieuw voor lokaal verkeer en niet meer rechtstreeks verbonden met de E34.

### Sint-Annatunnel
Dit was de eerste voetgangerstunnel tussen linker- en rechteroever, toegankelijk via roltrappen en liften op beide oevers. De tunnel is beschermd als erfgoed.

## Stadsontwikkeling
Naast de tunnels was IMALSO ook verantwoordelijk voor de ontwikkeling en verkoop van gronden op Linkeroever.
In augustus 1932 organiseerde IMALSO een ideeënwedstrijd voor de verdere stadsontwikkeling van Linkeroever. Deze wedstrijd trok gerenommeerde architecten aan, waaronder Le Corbusier. Hij diende een ambitieus ontwerp in, gebaseerd op zijn concept van de "Ville Radieuse", een futuristische stad voor 300.000 inwoners, gekenmerkt door brede lanen, hoogbouw en een strakke structuur. Hoewel zijn voorstel unaniem werd afgewezen, noemde Le Corbusier dit later een van zijn beste ontwerpen. Uiteindelijk werden slechts enkele elementen van zijn plan overgenomen, zoals de brede lanen en de centrale zichtas op de kathedraal van Antwerpen.
Andere ingediende plannen, waaronder een herzien ontwerp uit 1936 door Paul De Heem en Van Averbeke, werden om uiteenlopende redenen eveneens verworpen: te duur, te visionair of te risicovol. Vanaf de jaren 1950 kreeg Linkeroever geleidelijk vorm zonder een duidelijke stedenbouwkundige visie. Het gebied werd verdeeld in geometrische zones, waarin aanvankelijk vooral eengezinswoningen en villa's verschenen, gevolgd door hoogbouwprojecten in de decennia daarna. Publieke voorzieningen zoals scholen, kerken en sportfaciliteiten werden gebouwd, maar zonder een samenhangend plan.

## Einde
Op 31 december 1998 hield IMALSO op te bestaan, zoals voorzien in de oprichtingsakte. De verantwoordelijkheden van de maatschappij werden toen overgedragen aan de Vlaamse overheid. Sindsdien staat Agentschap Wegen en Verkeer in voor het beheer van de tunnels.

## Fotogalerij

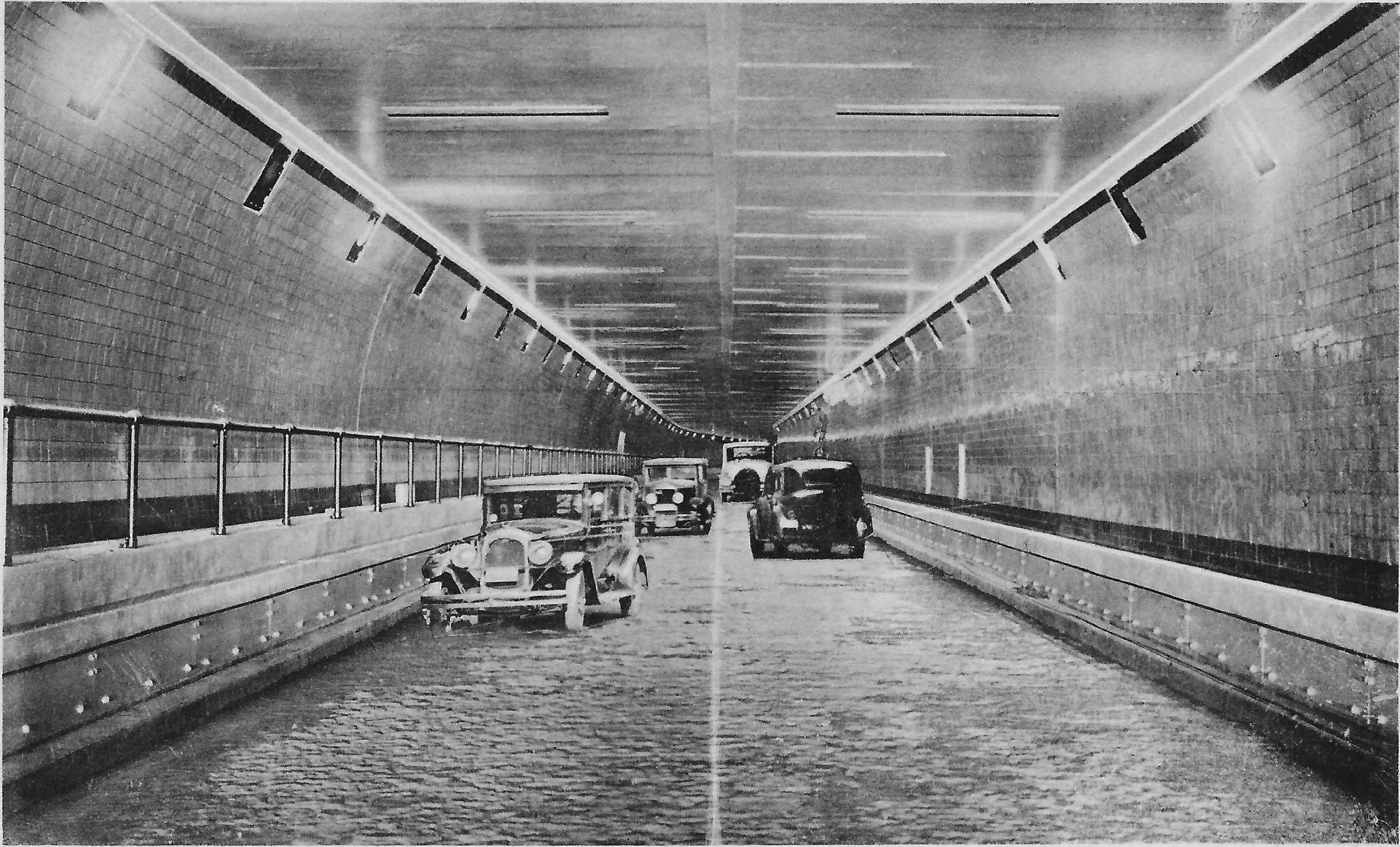
Waaslandtunnel binnenin, oktober 1933
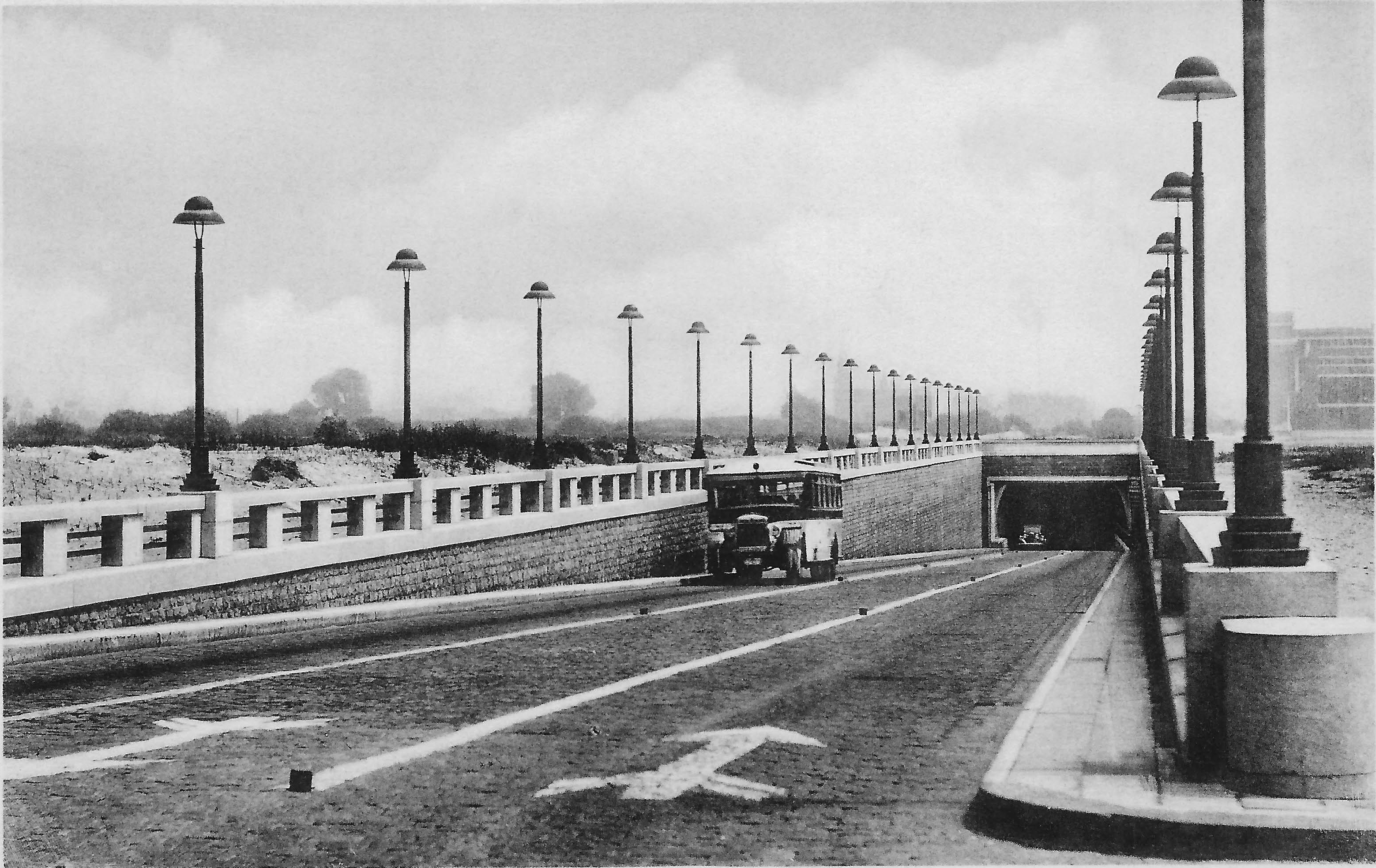
Waaslandtunnel ingang/uitgang Linkeroever, oktober 1933